# عثمان ديمبيلي
مسور عثمان ديمبيلي (بالفرنسية: Masour Ousmane Dembélé) (مواليد 15 مايو 1997) لاعب كرة قدم فرنسي يلعب كجناح مع نادي باريس سان جيرمان ومنتخب فرنسا.
بدأ ديمبيلي مسيرته الكروية مع نادي رين قبل أن ينضم إلى دورتموند في عام 2016. وبعد انضمامه إلى دورتموند بعام، انتقل إلى برشلونة مقابل 105 مليون€، ليصبح ثالث أغلى لاعب كرة قدم في التاريخ بجانب بول بوغبا.
بعد مشاركته بأكثر من 20 مباراة دولية سجل خلالها خمسة أهداف على مستوى منتخبات فرنسا للشباب، شارك ديمبيلي في أول مباراة دولية له مع منتخب فرنسا الأول في عام 2016.

## مسيرته الكروية

### بدايته المبكرة

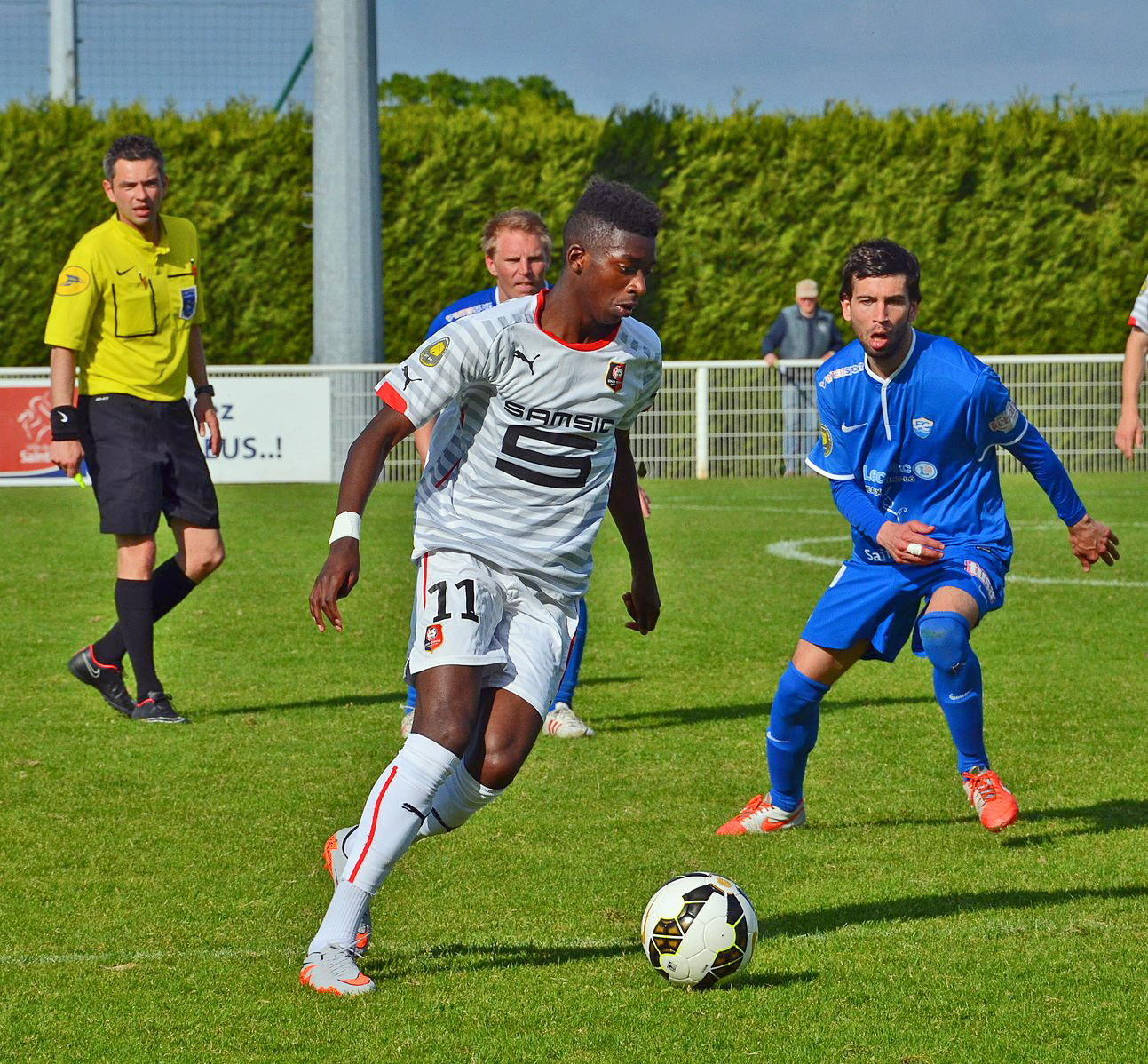
عثمان ديمبيلي في بطولة الدوري الفرنسي للمبتدئين سنة 2014–15

كبر عثمان وترعرع في منطقة على مقربة من إفرو، وفي أكتوبر من سنة 2004 بدأ ممارسة رياضة كرة القدم وذلك في نادي هواة تابع للمنطقة التي كان يعيش فيها، وبعد قضائه 5 سنوات كاملة مع الفريق الرديف؛ تمكن عثمان من التقدم خطوة إلى الأمام وذلك بعدما شارك مع فريق إفرو إف سي في الفترة ما بين يوليو 2009 وأكتوبر 2010. بعد ذلك جرب حظه في كرة الصالات، وعلى الرغم من كونه كان يلعب مع لاعبين آخرين متمرسين وأكبر منه سنا وخبرة إلا أنه برهن على قدرات عالية ونشاط بدني رائع. في عمر الثالثة عشر شد اللاعب الفرنسي انتباه نادي رين الذي حاول بكل الطرق التعاقد معه، وفي الوقت نفسه كان مطلوبا من طرف نادي كاين وكذلك نادي لوهافر؛ في النهاية اختار ديمبيلي الاحتراف في منطقة بريتاني وذلك من خلال الحصول على دورات تدريبية ومعلومات تأهيلية رفقة رين الفرنسي، وبسبب إصراره على اللعب رفقة هذا الفريق، اضطرت والدته فاطِمَتَا ثم شقيقه الآخر وأختين له مغادرة منطقة سكنهما السابقة والاستقرار في مدينة رين.
قضى عثمان في منطقة بريتاني 5 سنوات، حيث حصل على معلوماته التأهيلية التي كان يطمح إليها، وقد كان رفقة جيل أواخر التسعينيات في الفريق الأحمر الأسود، وبرهن مجددا على قدرات عالية ومهارات متوسطة مما فتح له الطريق للمشارك مع منتخب فرنسا للشباب. في سبتمبر من سنة 2013 التحق بمنتخب فرنسا لأقل من 17 سنة وذلك بمناسبة مبارتان وديتان مع منتخب أوكرانيا، ثم عاد مجددا ليبرهن على قدراته الكروية؛ لكنه عانى كثيرا بسبب ضعف لياقته والتي عمل على اكتسابها شيئا فشيئا، وعلى الرغم من ذلك فقد تمكن من تسجيل 4 أهداف مع منتخب بلاده في الموسم الكروي 2013–14 لكن الإخفاق الكبير هو فشل عثمان رفقة باقي أصدقائه من التأهل سنة 2014 إلى بطولة أمم أوروبا تحت 17 سنة وذلك بعد إقصائهم على يد هولندا. وفي الموسم الكروي الموالي (2014–2015) صعد ديمبيلي قليلا في سلم المنتخب، حيث تمت المناداة عليه رسميا للمشاركة مع منتخب فرنسا تحت 18 سنة في 5 مناسبات، لكنه لم يسجل فيها أي هدف. بعد هذا الإخفاق الكبير حاول عثمان التعويض على نفسه وذلك من خلال تقديم أداء جيد في كأس جامبارديلا 2014–15، حيث سجل منذ الدور الأول، كما قاد فريقه لعبور ربع النهائي بعد تسجيله لهدف في شباك نادي أوكسير، لكنه أُقصي في نصف النهائي على يد أولمبيك ليون، وما زاد من شهرته هو مشاركته في بطولة فرنسا للمبتدئين؛ حيث تمكن من هز شباك خصومه في 13 مناسبة وذلك خلال 18 مباراة فقط، هذا وقد اختير كأفضل لاعب في البطولة من طرف باقي مدربي الفرق الأخرى.

### بداياته في الدوري الفرنسي

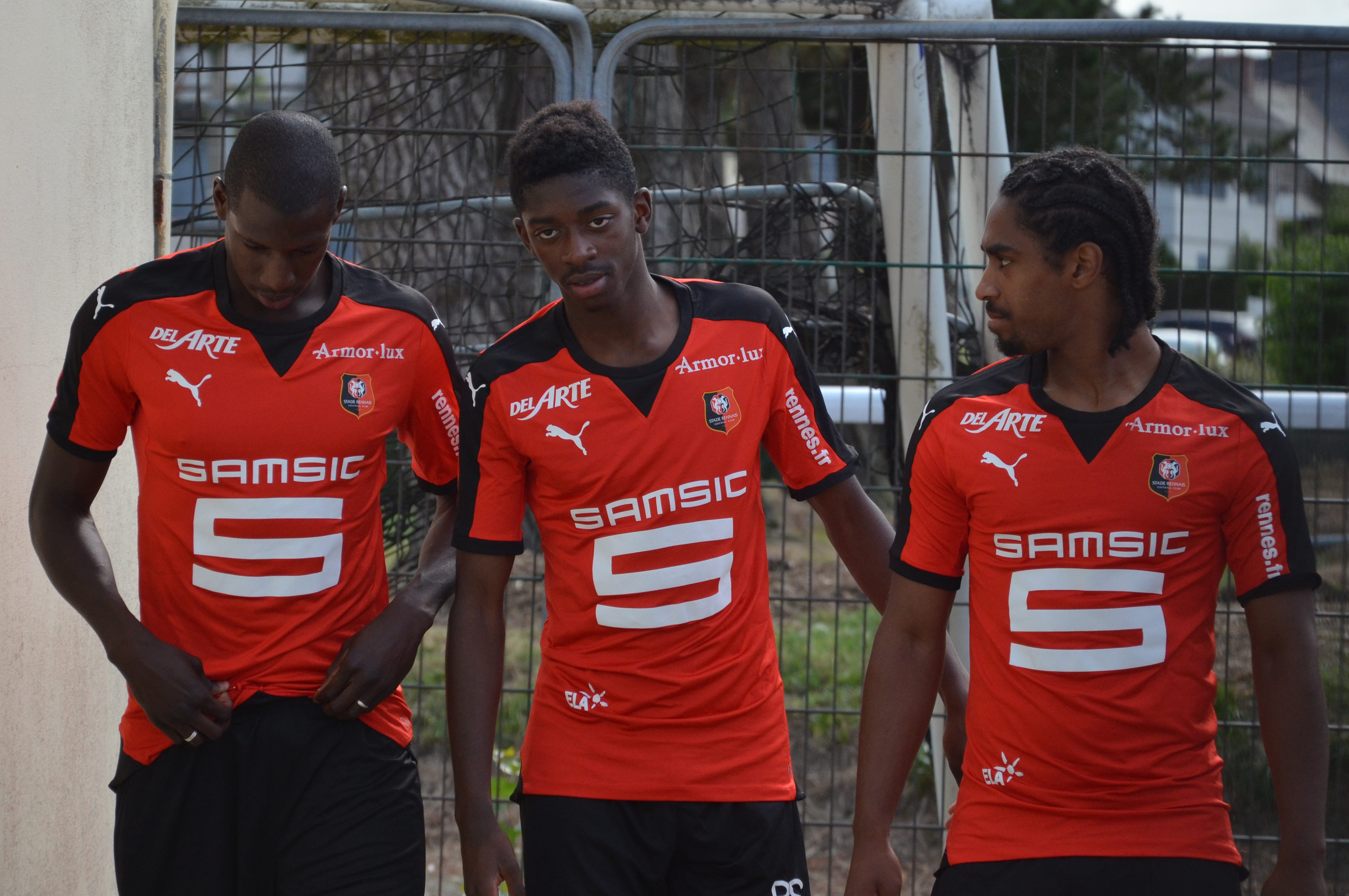
عثمان ديمبيلي (في الوسط) رفقة كل من عبد الله دوكوراي (على اليسار) وويسلي سعيد (على اليمين)

في نهاية شهر يونيو من سنة 2015، تمت المناداة رسميا على عثمان ديمبيلي من أجل خوض تداريب رسمية من طرف فيليب مونتانيي؛ رفقة ثلاث لاعبين آخرين وهم ناماكورو ديالو، جيريمي جالين ودينيس ويل بوها، وقد برهن مجددا على قدراته الكبيرة حيث وضع لمسته الخاصة؛ فسارع نادي رين لتوقيع عقد معه؛ لكن وبسبب مشاكل مع الإدارة خاصة مع رئيس رين رينيو رويلو، أعلن اللاعب عن رغبته في مغادرة هذا الفريق وقد رفض التوقيع على العقد الذي كان مخططا له، وبالتالي واصل تدريباته رفقة المجموعة الخاصة بدون مشاركة رسمية مع الفريق؛ وعلى الرغم من كل هذه المشاكل فقد قدم عثمان مجهودا طيبا في المبارايات الودية القليلة التي كان يشارك فيها؛ كما تمكن من التوقيع على هدف واحد في مباراة أمام نادي بريست. في ظل هذه الوضعية المتأزمة قرر اللاعب خوض تجربة جديدة؛ حيث انتقل إلى ألمانيا رغبة منه في الحصول على المزيد من الدورات التدريبية بهدف صقل مواهبه، في نفس الفترة وبعد تسرب أخبار عن رفضه اللعب مع رين؛ كان كل من ريد بل زالتسبورغ وبنفيكا على أوجه الاستعداد من أجل ضمه، لكن هذا أثار حفيظة الفريق الفرنسي مما جعله يجمد اللاعب ديمبيلي ويمنعه من الانتقال إلى أي فريق آخر حسب الاتفاق الساري بينهم والذي يقضي ببقاء عثمان مع رين حتى سنة 2017.
في 1 أكتوبر 2015 كان ديمبيلي قد وقع عقدا مدته ثلاث سنوات مع الفريق الفرنسي، حيث أشرف على تدريبه هناك ميكائيل سيلفيستر؛ وبعد مرور شهر تقريبا، تحديدا في السادس من نوفمبر 2015 شارك في أول مباراة رسمية له في دوري الدرجة الأولى الفرنسي، كان ذلك أمام نادي أنجيه، حيث دخل في آخر لحظات المباراة كبديل لكاميل غروشيتشكي. أسبوعان بعد ذلك، كان حاضرا في ملعب روت دو لوريان من أجل خوض مباراة أمام جيروندان بوردو. أما أول هدف رسمي لعثمان فكان بعد تمريرة حاسمة من زميله بول جورجيس نتيب، في حين أهدى تمريرة حاسمة أخرى لكاميل أمام نادي ستاد ريمس، كما ساهم بهدفي الانتصار في ملعب رودورو أمام غانغون، وفي يناير من 2016 سجل مجددا لكن هذه المرة أمام نادي لوريان، ثم عاد للتهديف أمام تروا وكان قد تصيد ركلة جزاء في نفس المباراة لم يتكلف بتنفيذها.
بعد تغيير رين لمدرب الفريق السابق فيليب وتعويضه برولاند كوربيس، واصل عثمان نفس النهج وبدأ يحصل على فرص أكبر خصوصا عندما أصبح من بين ركائز الهجوم في الفريق، وفي 6 مارس 2016 سجل اللاعب الفرنسي أول هاتريك له في مسيرته الاحترافية وذلك في مباراة ديربي جمعت بين فريقه ونانت (4–1). بعد كل هذا العطاء والجهد الكبير وضعت باقي الفرق عينها على اللاعب من أجل ضمه خصوصا أنه لم يتجاوز ال 19 سنة حينها، ولعل أبرز الفرق التي كان ترغب في الحصول على خدماته نادي برشلونة. كل هذه الظروف كانت سببا مباشرا في اختياره ضمن تشكيلة منتخب فرنسا تحت 21 سنة من أجل المشاركة في تصفيات بطولة أوروبا تحت 21 لسنة 2017؛ حيث كانت أول مقابلة له بتاريخ 24 مارس 2016 في ملعب رايموند كوبا (أنجيه) أمام منتخب اسكتلندا. وبناء على قدراته الهجومية تم اختياره من طرف ديدييه ديشان من أجل المشاركة مع فرنسا.
حصل عثمان على جائزة يو–إن–إف–بي (بالفرنسية: UNFP) لأفضل لاعب في شهر مارس 2016، بعدما كان قد احتل المرتبة الثانية الشهر السابق، كما توج بلقب أفضل لاعب واعد في الدوري الفرنسي موسم 2015–16. هذا وتشير إحصائيات موسمه الاحترافي الأول إلى تسجيله 12 هدفا؛ مع 5 تمريرات حاسمة خلال 26 مباراة.

### بروسيا دورتموند

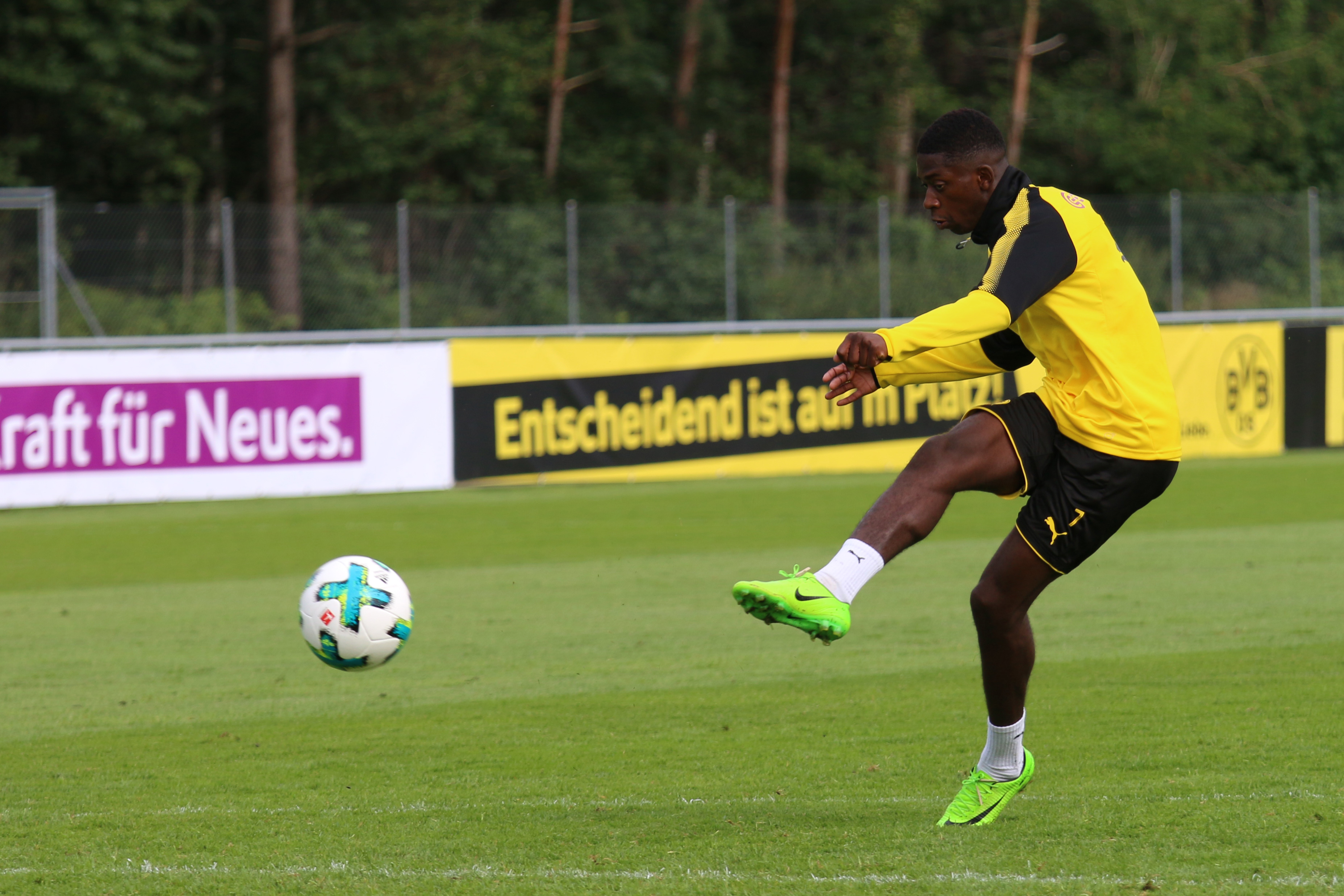
ديمبيلي بقميص بروسيا دورتموند

في 12 مايو 2016، أعلن نادي رين وبروسيا دورتموند عن توصلهما لحل يقضي بانتقال المهاجم الفرنسي عثمان ديمبيلي لصفوف الفريق الألماني في عقد يمتد لـ 5 سنوات كاملة، هذا وقد بلغت قيمة الصفقة 15 مليون يورو، مع 15 مليون يورو إضافية أخرى يتسلمها اللاعب كحافز. وفي 4 أغسطس من نفس السنة بدأ عثمان التدريبات الرسمية مع فريق دورتموند. وبعد شهر ونصف تقريبا شارك اللاعب في أول مباراة رسمية له مع الفريق الأصفر الأسود مدافعا عن ألوانه وذلك بمناسبة كأس السوبر الألماني والتي خسرها هذا الأخير بهدفين نظيفين لصالح الغريم التقليدي بايرن ميونيخ. في 27 أغسطس من نفس السنة خاض اللاعب أول مباراة له في دوري الدرجة الأولى الألماني أمام ماينتس 05؛ حيث لم يتأخر كثيرا في إبراز موهبته في السيطرة على الكرة وقد شكل خطرا للعديد من مدافعي الخصوم؛ مما جعل المدافع الألماني ليون بالوغون يعبر عن إعجابه بهذا اللاعب قائلا: 
.
في 28 أغسطس 2016، استدعى ديدييه ديشان اللاعب عثمان للمشاركة مع المنتخب الفرنسي في مباراة ودية أمام النظير الإيطالي رفقة كل من جيوفري كوندوبيا وكيفن غاميرو تعويضا لغياب كل من نبيل فقير، يوهان كاباي وألكسندر لاكازيت بسبب الإصابة. كما تم استدعائه مجددا لكن هذه المرة لحساب مباراة في تصفيات كأس العالم 2018 (أوروبا) أمام منتخب روسيا البيضاء.

### برشلونة
في 15 أغسطس 2017 وبعد أسابيع طويلة من الشائعات وغيرها؛ تمكن نادي برشلونة الإسباني من الحصول على خدمات المهاجم الفرنسي عثمان ديمبيلي في في صفقة قياسية هي الأخرى؛ حيث بلغت 105 مليون يورو بدون احتساب الحوافز والجوائز، هذا وتجدر الإشارة إلى أن برشلونة قام بهذه الصفقة من أجل تعويض رحيل المهاجم البرازيلي نيمار عن صفوفه متجها صوب باريس سان جيرمان؛ وقد حصل عثمان على الرقم 11 الذي كان يحمله نيمار سابقا.
لعب ديمبيلي أول مباراة له في 9 سبتمبر كبديل لجيرارد دولوفيو عند الدقيقة 68 في مباراة الفوز 5–0 في ديربي برشلونة على إسبانيول على ملعب كامب نو، وصنع الهدف الأخير الذي سجله لويس سواريز. بعد مشاركته الأولى بثمان أيام وأمام خيتافي، أصيب في أوتار الركبة وغاب لمدة أربعة أشهر. في 14 مارس 2018، سجل ديمبيلي هدفه الأول مع برشلونة أمام تشيلسي في المباراة التي أنتهت بفوز فريقه 3–0 في إياب دور الـ16 من بطولة دوري أبطال أوروبا على ملعب الكامب نو.

## مسيرته الدولية

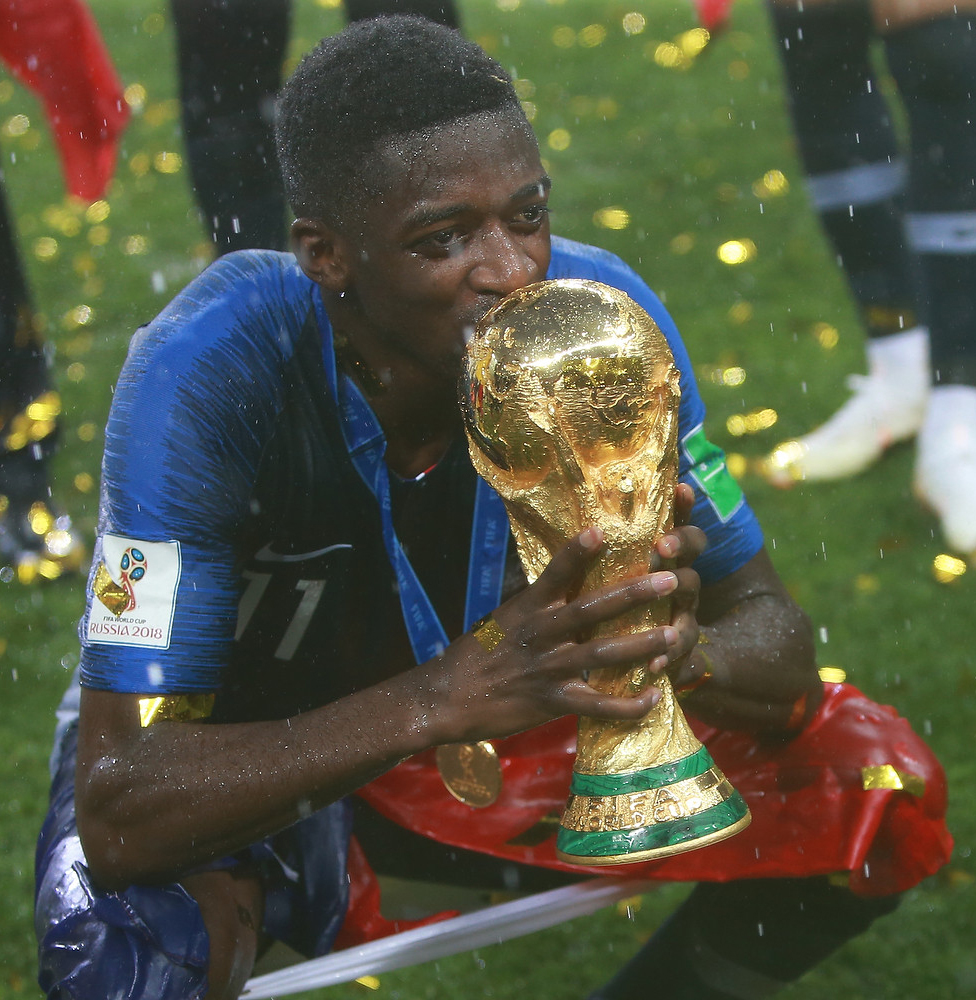
ديمبيلي يحمل كأس بطولة كأس العالم.

تم استدعاء ديمبيلي لمنتخب فرنسا الأول للمرة الأولى لمواجهة إيطاليا وروسيا البيضاء في أغسطس 2016 بعد أن تعرض ألكسندر لاكازيت ونبيل فقير للإصابة. وكان أول ظهور له في 1 سبتمبر الأول على ملعب سان نيكولا، ليدخل بديلاً لغريزمان في آخر 27 دقيقة من المباراة الودية التي أنتهت لصالح منتخبه بنتيجة 3–1.
في 13 يونيو 2017، سجل ديمبيلي هدفه الدولي الأول مع منتخب بلاده في المباراة الودية التي كانت ضد منتخب إنجلترا والتي انتهت بفوز منتخب فرنسا بنتيجة 3–2.

### كأس العالم 2018
في 17 مايو 2018، استدعي ديمبيلي للمشاركة مع المنتخب الفرنسي في كأس العالم 2018 في روسيا.
شارك في أربعة مباريات، مباراتين منها كأساسي ومباراتين كأحتياط. وتوج بلقب كأس العالم مع المنتخب بعد الفوز بنتيجة 4–2 على كرواتيا.

## أسلوب اللعب
ديمبيلي جناح يمكنه اللعب على أي من الأجنحة بسبب قدرته على استخدام كلا القدمين واستخدام قدرته التقنية وخفة الحركة للتغلب على المدافعين في المواقف الفردية. يمكن أن يلعب عثمان كلاعب خط وسط مهاجم يسار أو لاعب وسط مهاجم أيمن في تشكيل 4-4-2 أو 3-5-2.
غالبًا ما تتم مقارنته مع نيمار ورونالدينيو من قِبل المعجبين به بسبب مهارته وخدعه للتغلب على المدافعين، وتغييره المفاجئ في الوتيرة. حصل ديمبيلي على الثناء من أسطورة برشلونة أندريس إنييستا بسبب صفاته الحاسمة للمباريات.
ديمبيلي معروف بقدرته على استخدام كلا القدمين. قدرته على المراوغة وأداء الخدع تسمح له بالدخول إلى المنطقة من اليسار أو اليمين من أجل التسجيل أو خلق فرص تهديف لزملائه. يتمتع ديمبيلي بجودة عالية في التسديد من مسافة بعيدة. يستخدم الفرنسي سرعته لهزم المدافعين ولديه قدرة متميزة في لعب الكرات العرضية. أثناء الهجوم المضاد، يمثل تهديدًا كبيرًا، بسبب ذكائه عند الجري بالكرة.
في مارس عام 2019، قال رئيس برشلونة جوسيب ماريا بارتوميو أن ديمبيلي «أفضل من نيمار».

## حياته الشخصية
وُلد عثمان ديمبيلي بتاريخ 15 مايو من عام 1997 في منطقة تُدعى فيرنون وهي تابعة إقليميا لأور. والده من مالي أما والدته فهي فرنسية من أصل موريتاني وسنغالي.

## الإحصائيات

### النادي
آخر تحديث نهاية موسم 2017–18 في 20 مايو 2018.
| النادي           | الموسم   | الدوري                  | الدوري | الدوري  | الكأس  | الكأس   | كأس الدوري | كأس الدوري | أوروبا | أوروبا  | أخرى   | أخرى    | المجموع | المجموع |
| النادي           | الموسم   | الدرجة                  | الظهور | الأهداف | الظهور | الأهداف | الظهور     | الأهداف    | الظهور | الأهداف | الظهور | الأهداف | الظهور  | الأهداف |
| ---------------- | -------- | ----------------------- | ------ | ------- | ------ | ------- | ---------- | ---------- | ------ | ------- | ------ | ------- | ------- | ------- |
| رين الرديف       | 2014–15  | الدوري الفرنسي للناشئين | 18     | 13      | —      | —       | —          | —          | —      | —       | —      | —       | 18      | 13      |
| رين الرديف       | 2015–16  | الدوري الفرنسي للناشئين | 4      | 0       | —      | —       | —          | —          | —      | —       | —      | —       | 4       | 0       |
| رين الرديف       | المجموع  | المجموع                 | 22     | 13      | —      | —       | —          | —          | —      | —       | —      | —       | 22      | 13      |
| رين              | 2015–16  | الدوري الفرنسي          | 26     | 12      | 2      | 0       | 1          | 0          | —      | —       | —      | —       | 29      | 12      |
| رين              | المجموع  | المجموع                 | 26     | 12      | 2      | 0       | 1          | 0          | —      | —       | —      | —       | 29      | 12      |
| بوروسيا دورتموند | 2016–17  | الدوري الألماني         | 32     | 6       | 6      | 2       | —          | —          | 10     | 2       | 1      | 0       | 49      | 10      |
| بوروسيا دورتموند | 2017–18  | الدوري الألماني         | 0      | 0       | 0      | 0       | —          | —          | 0      | 0       | 1      | 0       | 1       | 0       |
| بوروسيا دورتموند | المجموع  | المجموع                 | 32     | 6       | 6      | 2       | —          | —          | 10     | 2       | 2      | 0       | 50      | 10      |
| برشلونة          | 2017–18  | الدوري الإسباني         | 17     | 3       | 3      | 0       | —          | —          | 3      | 1       | —      | —       | 23      | 4       |
| برشلونة          | 2018–19  | الدوري الإسباني         | 2      | 1       | 0      | 0       | —          | —          | 0      | 0       | 1      | 1       | 3       | 2       |
| برشلونة          | المجموع  | المجموع                 | 19     | 4       | 3      | 0       | —          | —          | 3      | 1       | 1      | 1       | 26      | 6       |
| الإجمالي         | الإجمالي | الإجمالي                | 99     | 35      | 11     | 2       | 1          | 0          | 13     | 3       | 3      | 1       | 127     | 41      |

الملاحظات
1. ↑  تشمل كأس فرنسا وكأس ألمانيا وكأس ملك إسبانيا.
2. ↑  تشمل مسابقات الكؤوس مثل كأس الدوري الفرنسي.
3. 1 2  جميع المباريات في دوري أبطال أوروبا
4. 1 2  جميع المباريات في كأس السوبر الألماني

### المنتخب
آخر تحديث 6 يوليو 2018.
| المنتخب | السنوات | المشاركات | الأهداف |
| ------- | ------- | --------- | ------- |
| فرنسا   | 2016    | 3         | 0       |
| فرنسا   | 2017    | 4         | 1       |
| فرنسا   | 2018    | 9         | 1       |
| المجموع | المجموع | 16        | 2       |

### الأهداف الدولية
قائمة الأهداف والنتائج مع منتخب فرنسا الأول.
| # | التاريخ       | المكان                             | الخصم     | الهدف | النتيجة | المسابقة               |
| - | ------------- | ---------------------------------- | --------- | ----- | ------- | ---------------------- |
| 1 | 13 يونيو 2017 | ملعب فرنسا، سان دوني، فرنسا        | إنجلترا   | 3–2   | 3–2     | ودية                   |
| 2 | 1 يونيو 2018  | أليانز ريفييرا، نيس، فرنسا         | إيطاليا   | 3–1   | 3–1     | ودية                   |
| 3 | 28 مارس 2021  | أستانا أرينا، نور سلطان، كازاخستان | كازاخستان | 1–0   | 2–0     | تصفيات كأس العالم 2022 |
| 4 | 2 يونيو 2021  | أليانز ريفييرا، نيس، فرنسا         | ويلز      | 3–0   | 3–0     | ودية                   |

## الإنجازات
بروسيا دورتموند
- كأس ألمانيا (1): 2016–17

برشلونة
- الدوري الإسباني (3): 2017–18، 2018–19، 2022–23
- كأس ملك إسبانيا (2): 2017–18، 2020–21
- كأس السوبر الإسباني (2): 2018، 2023

باريس سان جيرمان
- الدوري الفرنسي (2): 2023–24، 2024–25
- كأس فرنسا (2): 2023–24، 2024–25
- كأس الأبطال الفرنسي (2): 2023، 2024
- دوري أبطال أوروبا (1): 2024–25[64]
- كأس السوبر الأوروبي (1): 2025

فرنسا
- كأس العالم (1): 2018[46][47]

الفردية
- أفضل لاعب في الدوري الفرنسي (1): 2024–25
- أفضل لاعب في دوري أبطال أوروبا (1): 2024–25
- أفضل لاعب واعد في الدوري الفرنسي (1): 2015–16[65]
- أحد أفضل المرواغين في دوري أبطال أوروبا (1): (المرتبة 14) 2016[66]
- لاعب الشهر في الدوري الفرنسي (1): مارس 2016
- أفضل لاعب واعد في الدوري الألماني (1): 2016–17[67]
- فريق السنة في الدوري الألماني (1): 2016–17[68]
- جائزة أفضل لاعب في المباراة (1): نهائي كأس ألمانيا 2017[69]

## وصلات خارجية
- عثمان ديمبيلي على موقع نادي برشلونة
- عثمان ديمبيلي على موقع الاتحاد الدولي (مؤرشف)  (الإنجليزية)
- عثمان ديمبيلي على موقع الاتحاد الأوربي (الإنجليزية)
- عثمان ديمبيلي على موقع قاعدة بيانات كرة القدم.إي يو (الإنجليزية)
- عثمان ديمبيلي على موقع ليكيب (الفرنسية)
- عثمان ديمبيلي على موقع ناشيونال فوتبول تيمز (الإنجليزية)
- عثمان ديمبيلي على موقع Soccerbase.com (لاعب) (الإنجليزية)
- عثمان ديمبيلي على موقع Soccerway.com (الإنجليزية)
- عثمان ديمبيلي على موقع عالم كرة القدم.نت (الإنجليزية)
- عثمان ديمبيلي على موقع كووورة
- عثمان ديمبيلي على موقع AS.com (الإسبانية)